# Dyrines huanuco
Dyrines huanuco là một loài nhện trong họ Trechaleidae.
Loài này thuộc chi Dyrines. Dyrines huanuco được J. E. Carico & E. L. C. Silva miêu tả năm 2008.